# Biserica de lemn din Dobrovăț

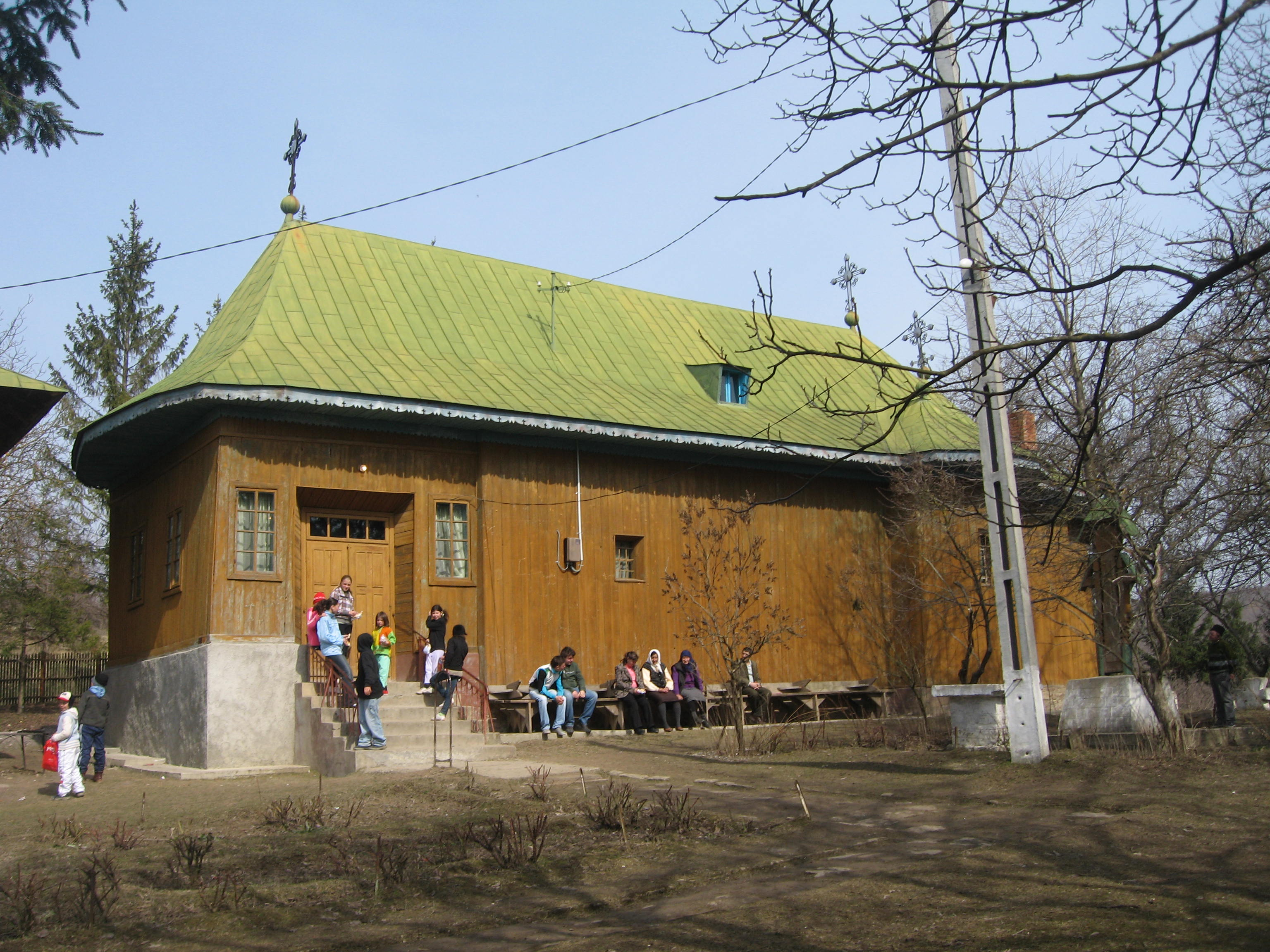
Biserica de lemn din Dobrovăţ.

Biserica de lemn cu hramul Sfântul Pantelimon din Dobrovăț a fost construită în anul 1789 în satul Dobrovăț-Moldoveni din comuna Dobrovăț (aflată în județul Iași, la o distanță de aproximativ 25 km de municipiul Iași). Ea se află localizată în cimitirul vechi al satului. 
Biserica de lemn din Dobrovăț a fost inclusă pe Lista monumentelor istorice din județul Iași din anul 2015, având codul de clasificare cod LMI IS-II-m-B-04149.  În listă se specifică faptul că biserica este în satul Dobrovăț, dar nu există nici un sat cu această denumire; comuna se numește Dobrovăț, iar satul este Dobrovăț-Moldoveni.

## Istoric
Biserica de lemn din Dobrovăț a fost construită în anul 1879 (după alte surse la 1797) de către călugărul Pahomie, motiv pentru care o parte din satul Dobrovăț-Moldoveni poartă numele de Pahomia. Chenarul ușii de intrare și pridvorul bisericii sunt bogat decorate.  Se spune că această biserică a fost făcută de sătenii din Dobrovăț care doreau să asculte slujbele religioase în limba română, deoarece Mănăstirea Dobrovăț (ctitorită de voievodul Ștefan cel Mare în satul Dobrovăț-Ruși din apropiere) fusese închinată de domnitorul Vasile Lupu (1634-1653) către Mănăstirea Zografu de la Muntele Athos, iar călugării țineau slujbele în limba greacă. 
Deoarece starețul Mănăstirii Dobrovăț nu și-a dat acordul pentru construirea bisericii în satul aflat pe domeniul mănăstirii, sătenii din Dobrovăț-Moldoveni au plecat la Mănăstirea Fâstâci (aflată astăzi în județul Vaslui), unde au primit din partea starețului de acolo învoirea de a tăia câțiva stejari pentru a-și construi biserică în sat. Ei au cioplit bârnele de lemn chiar în pădure, apoi le-au șlefuit, numerotat și transportat în care trase de boi într-o poiană din satul Dobrovăț-Moldoveni. Ajunși acolo, sătenii au făcut temelia de piatră a bisericii și au îmbinat bârnele de lemn, construind astfel actuala biserică. Lăcașul de cult a rămas nesfințit timp de aproape 10 ani, deoarece călugării de la Mănăstirea Dobrovăț au refuzat să slujească aici. 
Până în anul 1864, în jurul bisericii s-a aflat cimitirul satului, după acel an fiind construit un nou cimitir. Lângă altarul bisericii se află câteva pietre vechi de mormânt cu inscripții cu litere chirilice și decorate cu motivul soarele și luna. Majoritatea lor sunt însă șterse. 
În decursul timpului, biserica a fost reparată de mai multe ori. Primele reparații au fost efectuate în anul 1860 pe cheltuiala monahului Doroftei. Între anii 1926-1927, în timpul preotului Rogojină, s-a înlocuit vechiul acoperiș de draniță cu o învelitoare de tablă (1926) și s-a închis pridvorul sprijinit pe patru pilaștri de lemn (1927). 
Istoricul bisericii consemnează faptul că preotul satului a reușit, prin anii ’30, să cunune șase perechi de bătrâni, în vârstă de peste 80 de ani, care trăiau necununați. 
În perioada 1948–1956 s-au efectuat lucrări de restaurare, care au urmărit aspectele de mai jos:
- temelia de piatră a fost subzidită și adâncită în 1950;
- bolta bisericii a fost complet reînnoită și catapeteasma a fost repictată în 1952;
- pereții exteriori ai bisericii au fost căptușiți cu scândură vopsită în culoarea galbenă, pereții interiori au fost tencuiți și s-a pus o podea din lemn;
- pereții interiori ai bisericii au fost pictați în stil neobizantin în 1953 de zugravul Constantin Nițulescu din București, în timpul păstoririi aici a preotului paroh Nicolae Isailă.

Biserica a fost resfințită la 27 august 1953 (de sărbătoarea Sf. Pantelimon, patronul bisericii) de către episcopul Teofil Herineanu al Romanului și Hușilor. 
În 1975, s-a refăcut acoperișul de lemn al bisericii după proiectul lui Petrică Postelnicu. Lemnul a fost cumpărat de la Oficiul Silvic al comunei, iar lucrările au fost executate de un colectiv de 10-15 meșteri din sat. La începutul primului deceniu al secolului al XXI-lea, în timpul preotului paroh Nistor Mihalache, s-a subzidit partea de nord a temeliei bisericii, s-a revopsit lăcașul de cult pe exterior, precum și învelitoarea de tablă. 
Biserica de lemn din Dobrovăț dispune de trei clopote donate de marele industriaș Nicolae Malaxa, acestea fiind confecționate în uzinele sale. Conform tradiției, istoricul Nicolae Iorga (pe atunci prim-ministru al României) venea adesea la vânătoare în pădurile Dobrovățului cu arhitectul Constantin Iotzu. Profesorul Iorga a stăruit către industriașul Malaxa, care a acceptat să confeționeze clopotele și să le doneze bisericii de lemn.  De asemenea, mai sunt aici icoane vechi pictate pe lemn și potire din metal prețios lucrate în filigran.
Biserica de lemn din Dobrovăț a fost inclusă într-un program de restaurare cu fonduri europene. 
În jurul bisericii se află o curte de 4.000 de metri pătrați, în care se află o livadă de nuci. În această curte  a fost amplasată o troiță înaltă, ce îi reprezintă pe toți cei înmormântați în jurul bisericii până la 1864. În satul Dobrovăț-Moldoveni, lângă primărie, s-a construit o biserică de zid, mai încăpătoare, care a fost sfințită în anul 1998 de către mitropolitul Daniel Ciobotea al Moldovei și Bucovinei.

## Arhitectura bisericii
Biserica de lemn din Dobrovăț este construită în totalitate din cununi orizontale de bârne masive de stejar, cioplite și îmbinate direct. Interiorul a fost placat cu un strat de scânduri vopsite în vernil cu ulei, iar plafonul din pronaos, naos și altar este plan, fiind confecționat din dulapi de stejar cioplit. Tavanul de deasupra naosului are scânduri vopsite în culoarea kaki. În secolul al XX-lea, pereții exteriori de lemn au fost placați cu scândură finisată de culoare galbenă. Lăcașul de cult este așezat pe o temelie din piatră. Inițial acoperită cu șindrilă (draniță), biserica are astăzi învelitoare din tablă vopsită. 
Construcția are plan trilobat (treflat), cu două abside laterale și cu altar poligonal. Ea se întinde pe o suprafață de circa 160 de metri pătrați. În interior, ea este compartimentată în 4 încăperi: pridvor, pronaos, naos și altar. Lăcașul de cult are un geam în absida altarului și două în pereții naosului. Pereții interiori și bolta de deasupra naosului sunt pictați în întregime în frescă reprezentând chipuri de ierarhi și sfinți și tablouri biblice. 
Printre decorațiunile care împodobesc biserica sunt de menționat două rozete pe tavan sculptate în lemn cu motive populare deosebite. Aceste rozete au fost copiate în perioada interbelică la cererea profesorului Constantin Iotzu de la Facultatea de Arhitectură din București. Catapeteasma are pe marginile sale pilaștri ciopliți cu motive populare în formă de viță-de-vie sau muguri de brad. 

## Imagini

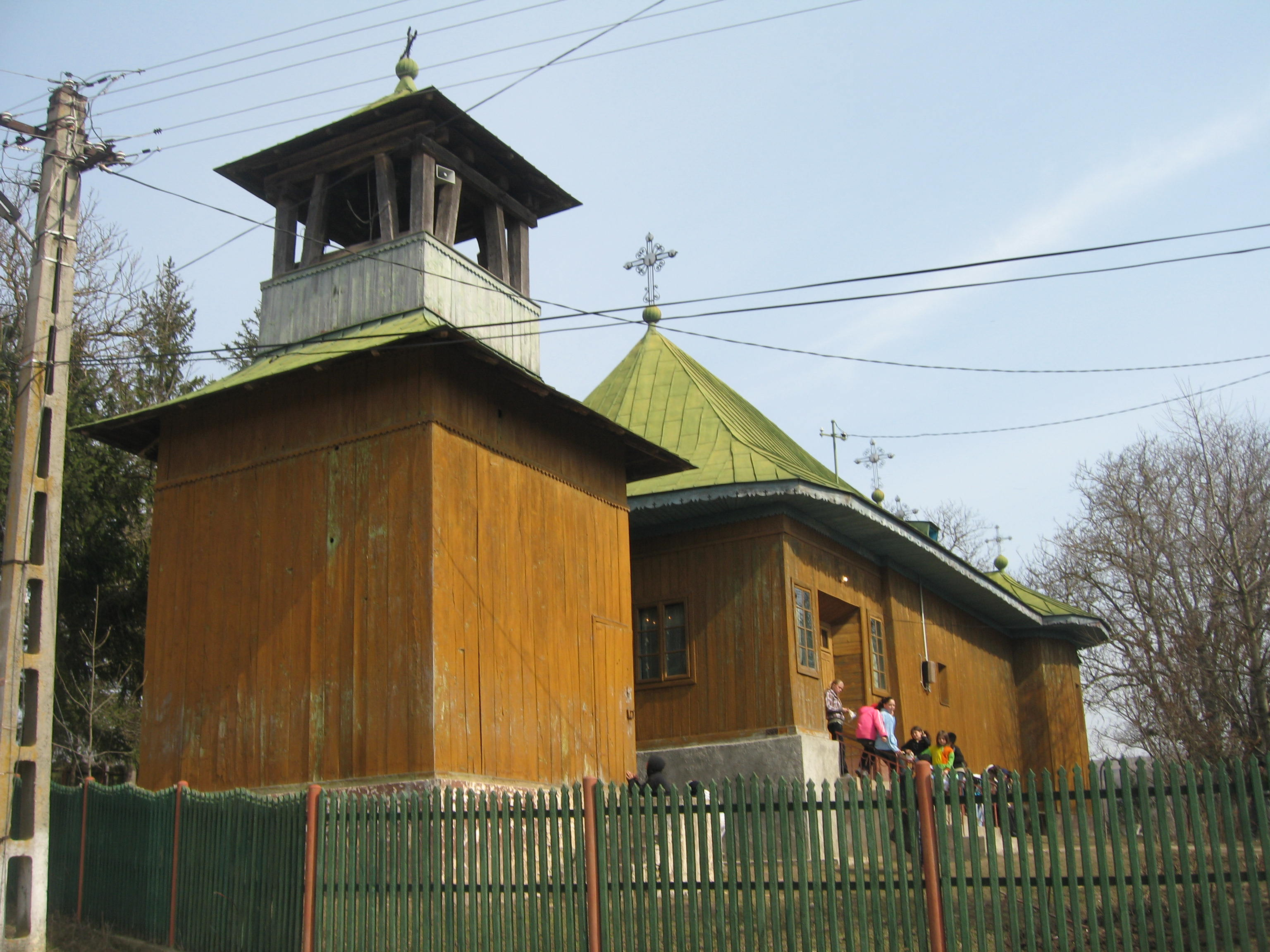
Biserica şi turnul clopotniţă
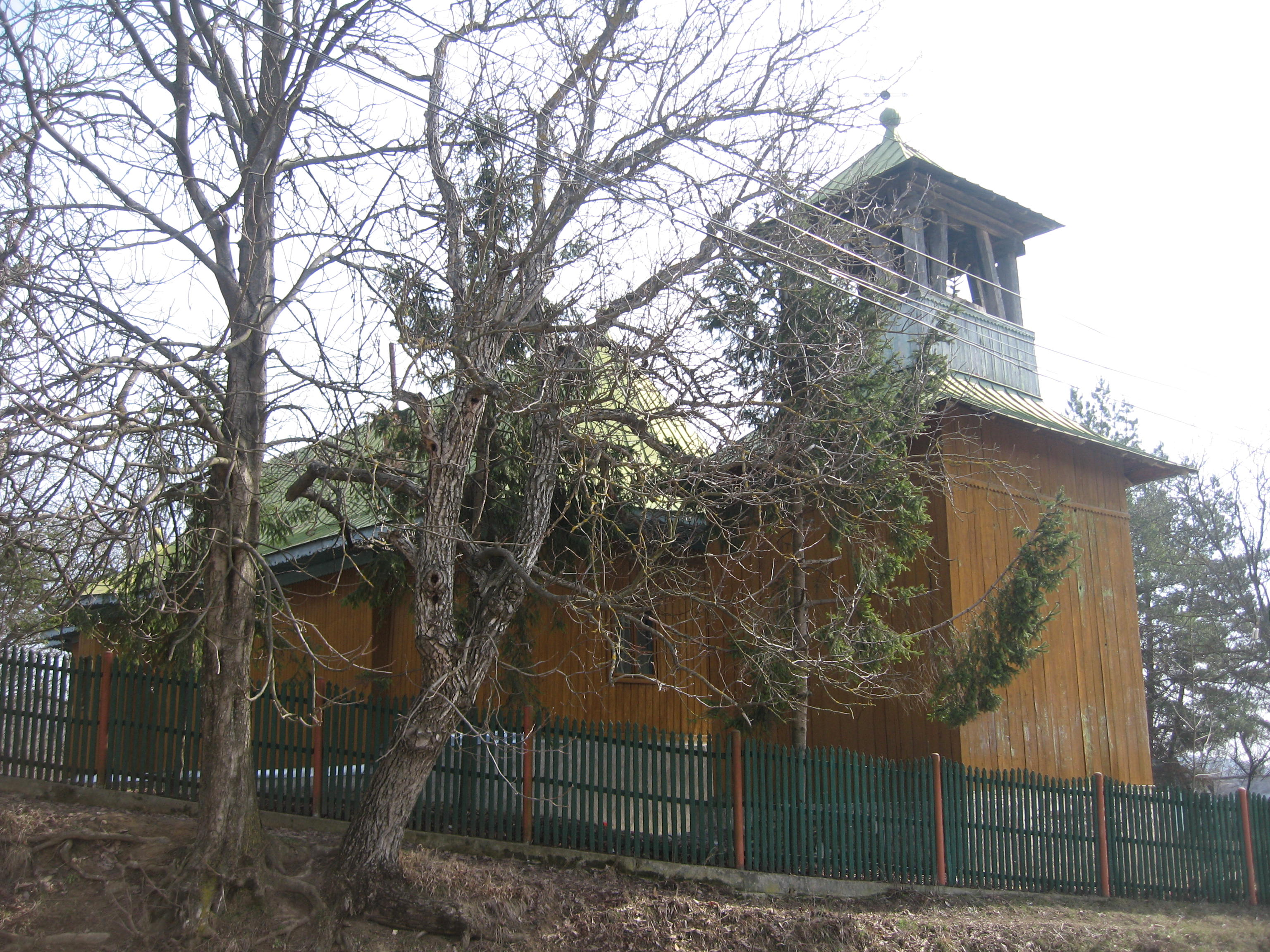
Biserica şi turnul clopotniţă văzute dinspre nord-vest
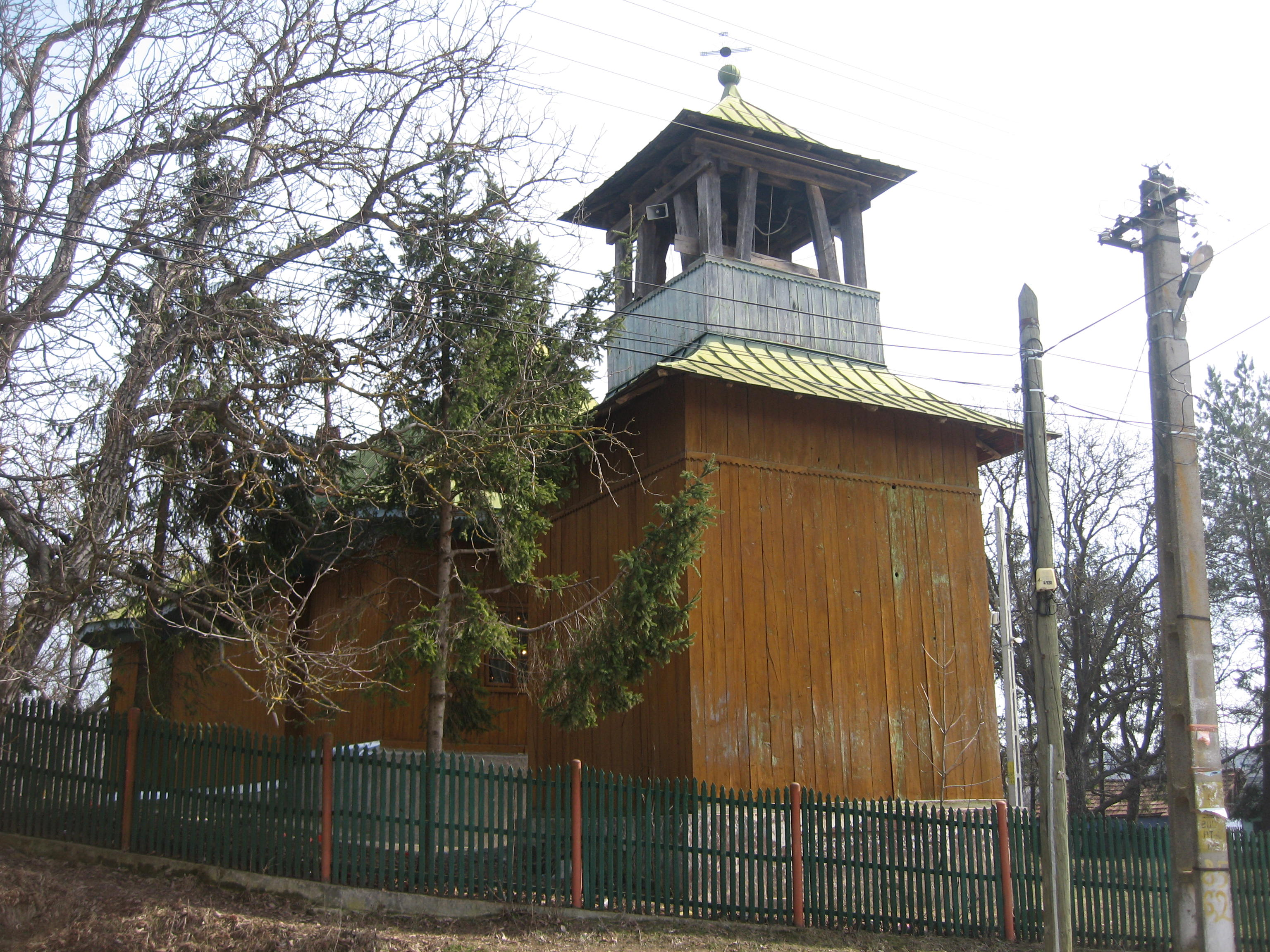
Biserica şi turnul clopotniţă văzute dinspre vest
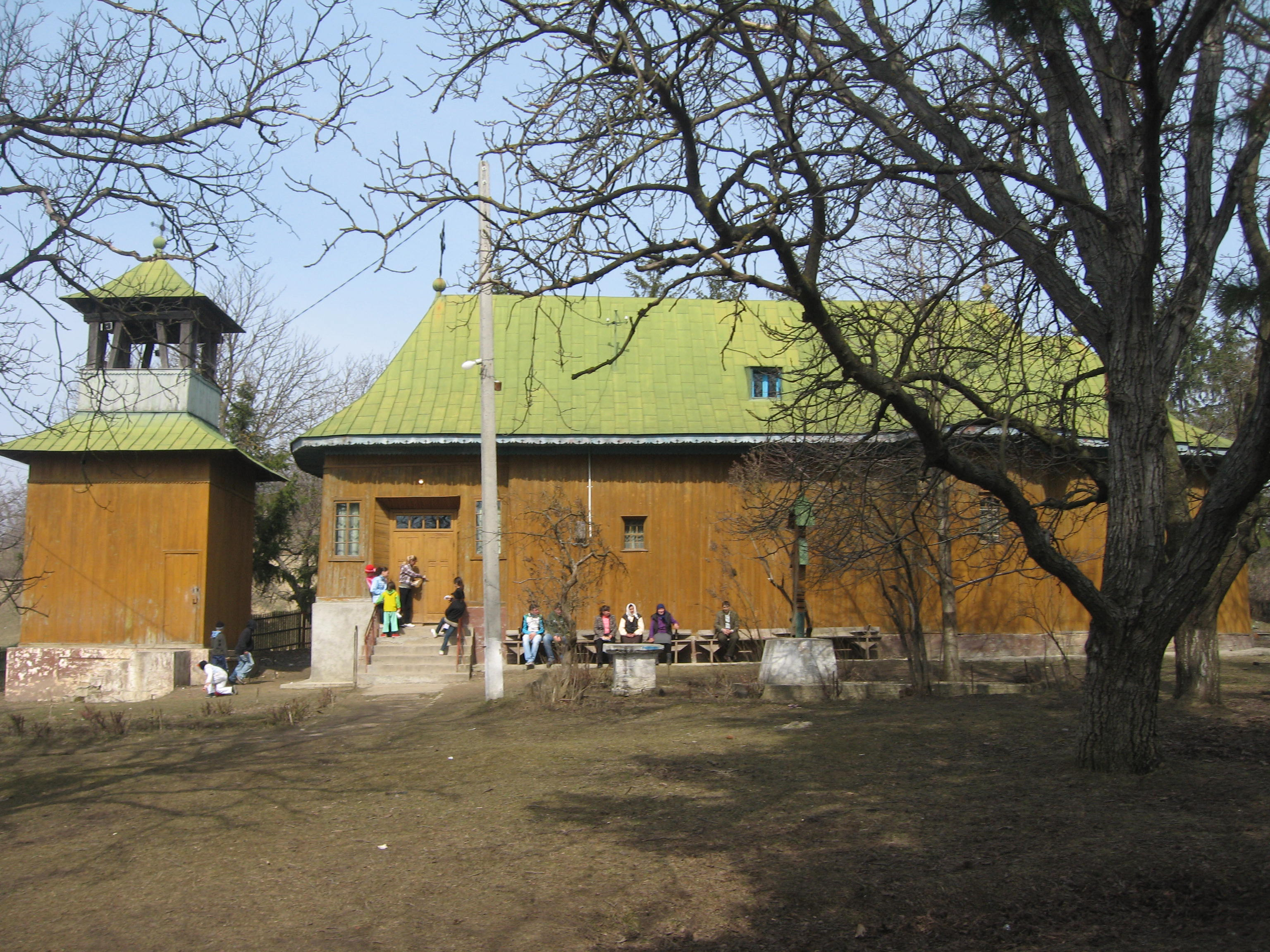
Biserica şi turnul clopotniţă văzute dinspre sud
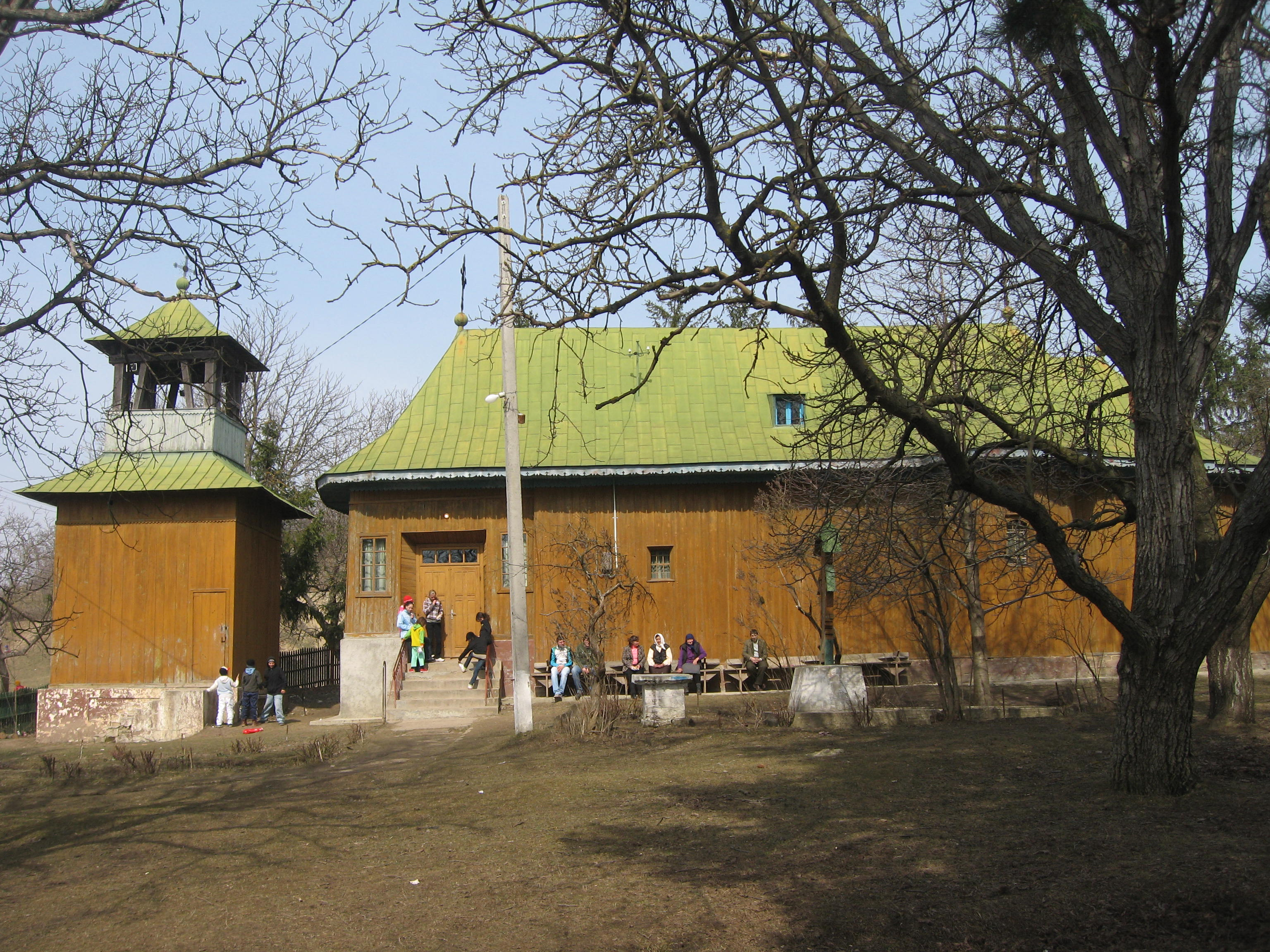
Biserica şi turnul clopotniţă văzute dinspre sud
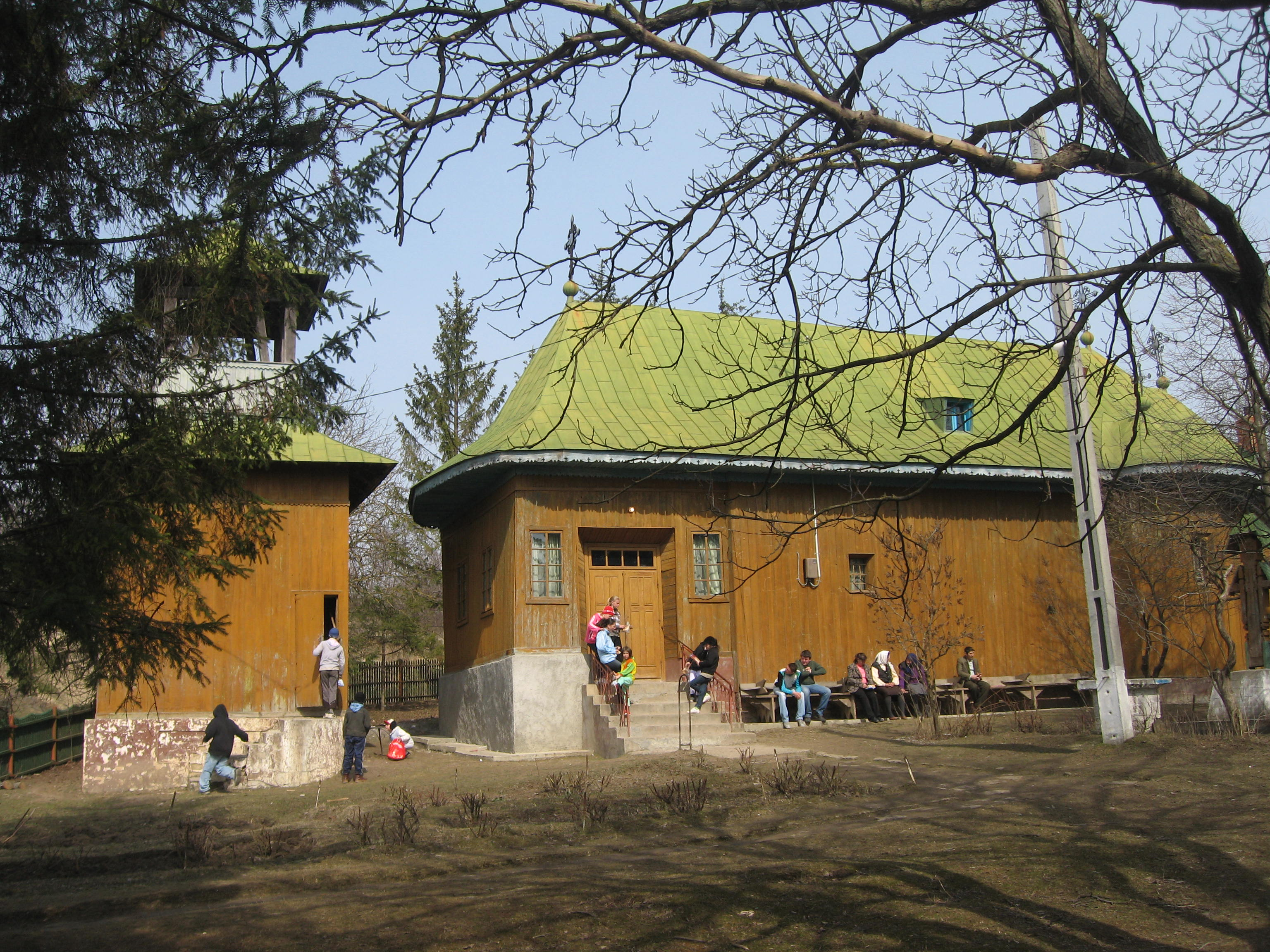
Biserica şi turnul clopotniţă văzute dinspre sud
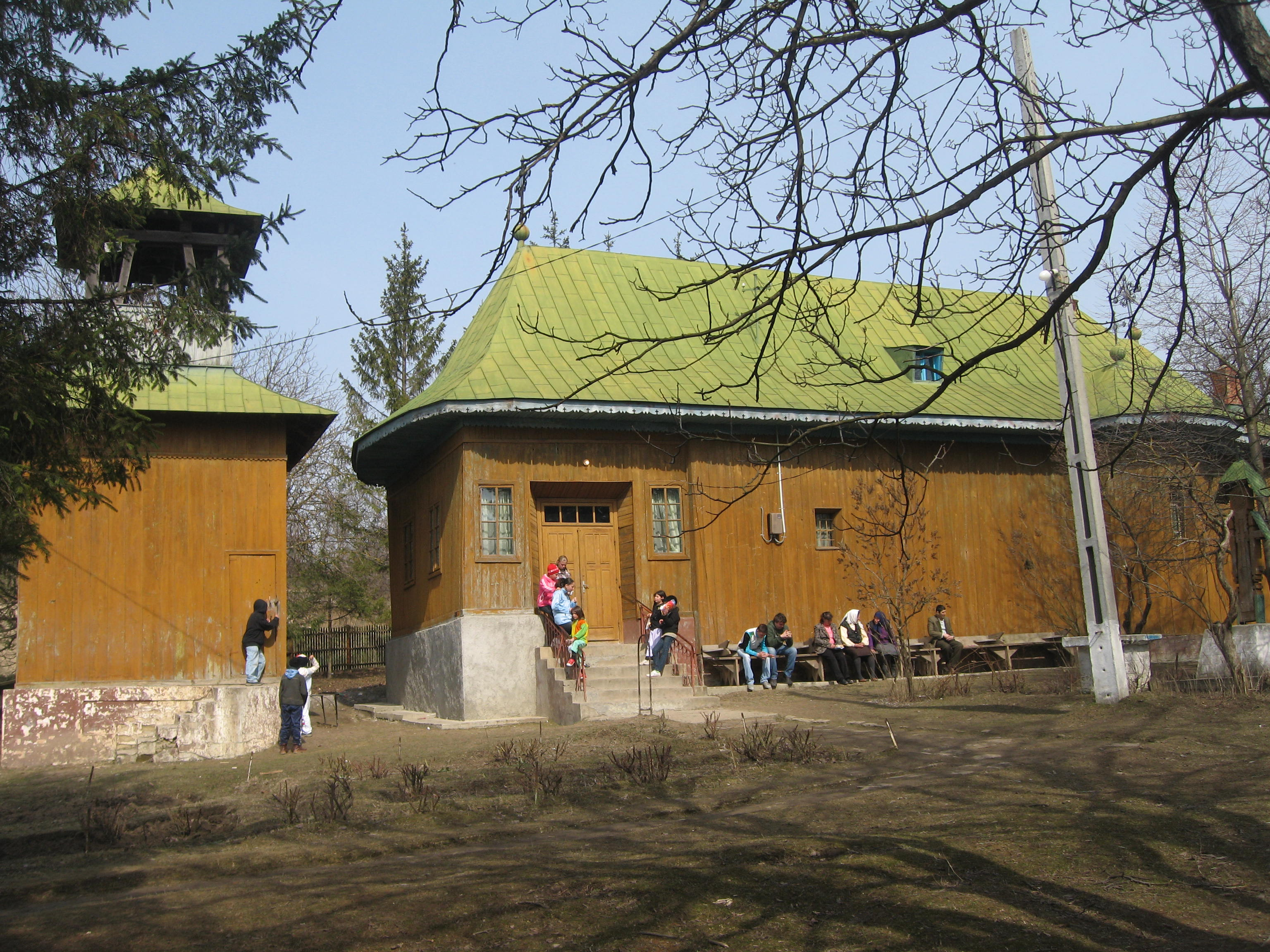
Biserica şi turnul clopotniţă văzute dinspre sud
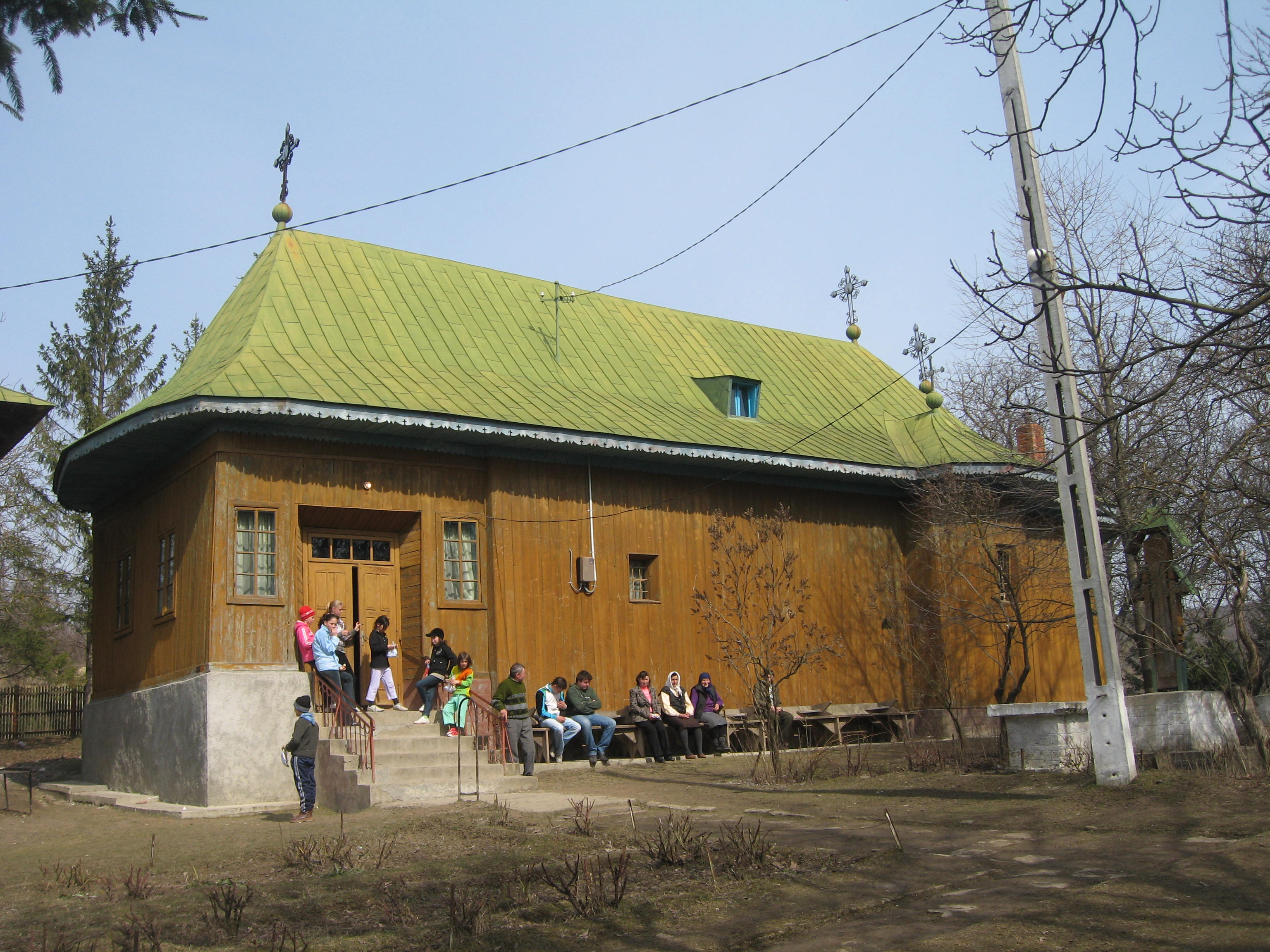
Biserica văzută de pe latura sudică
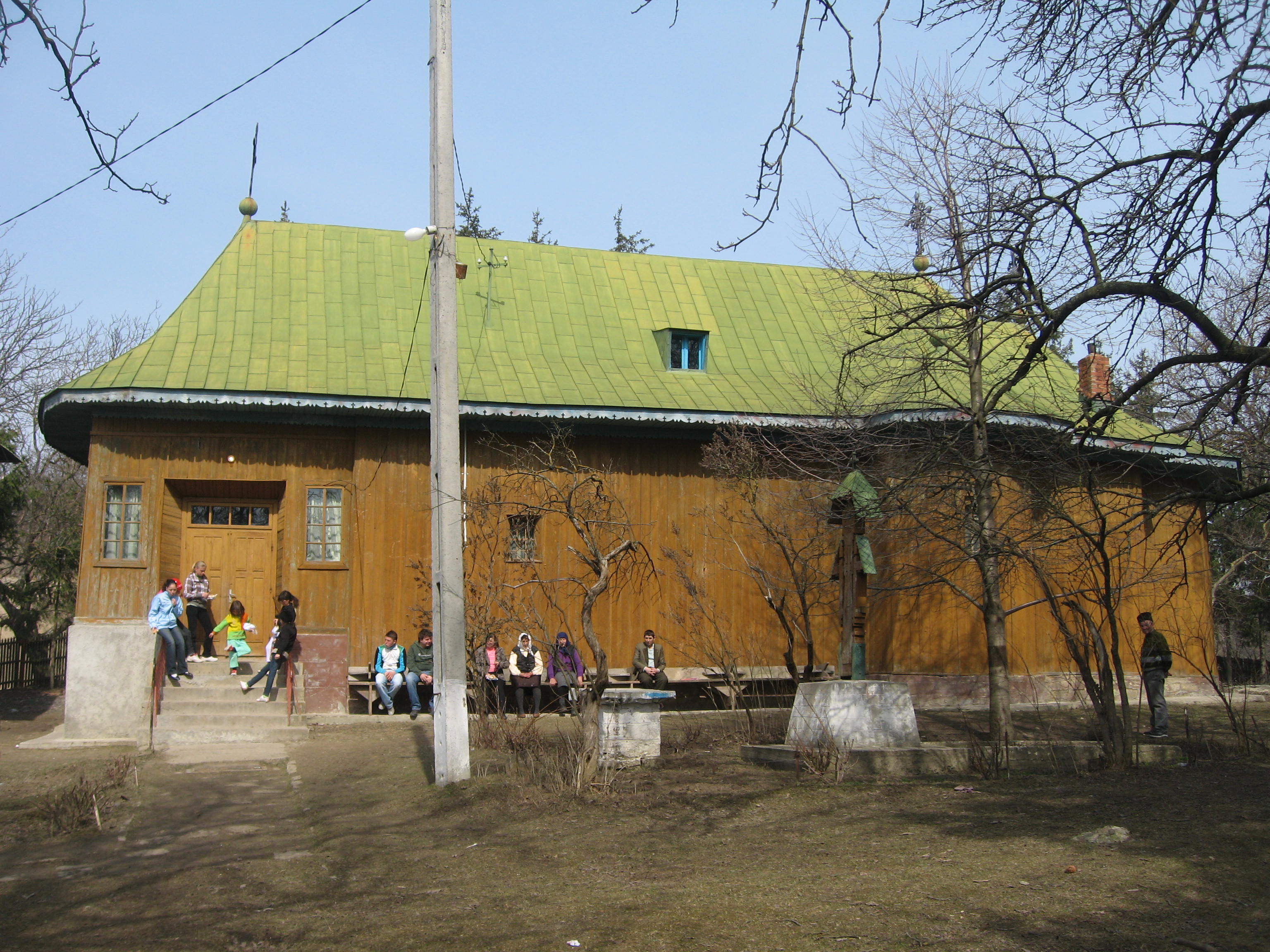
Biserica văzută de pe latura sudică
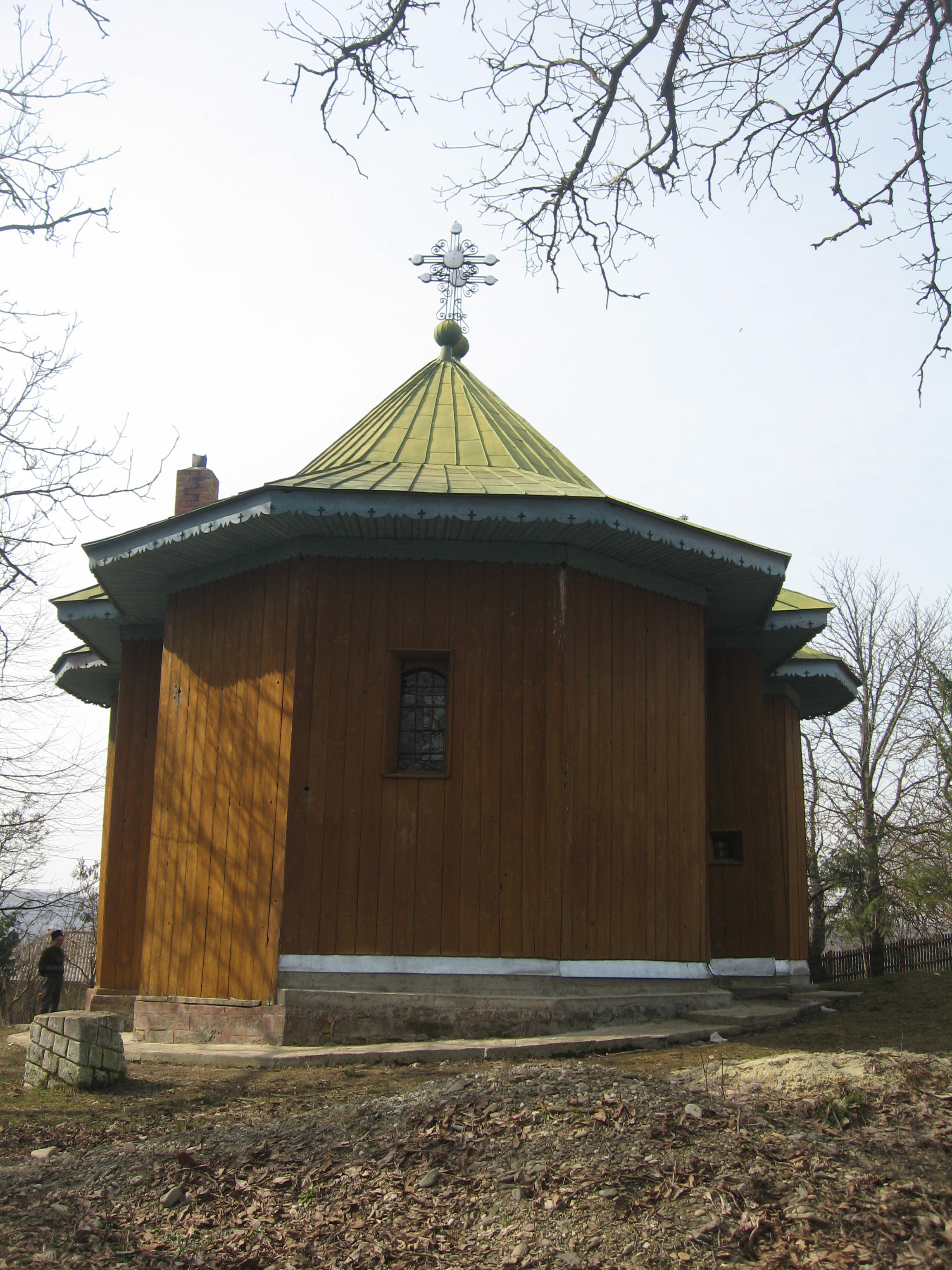
Absida poligonală a altarului
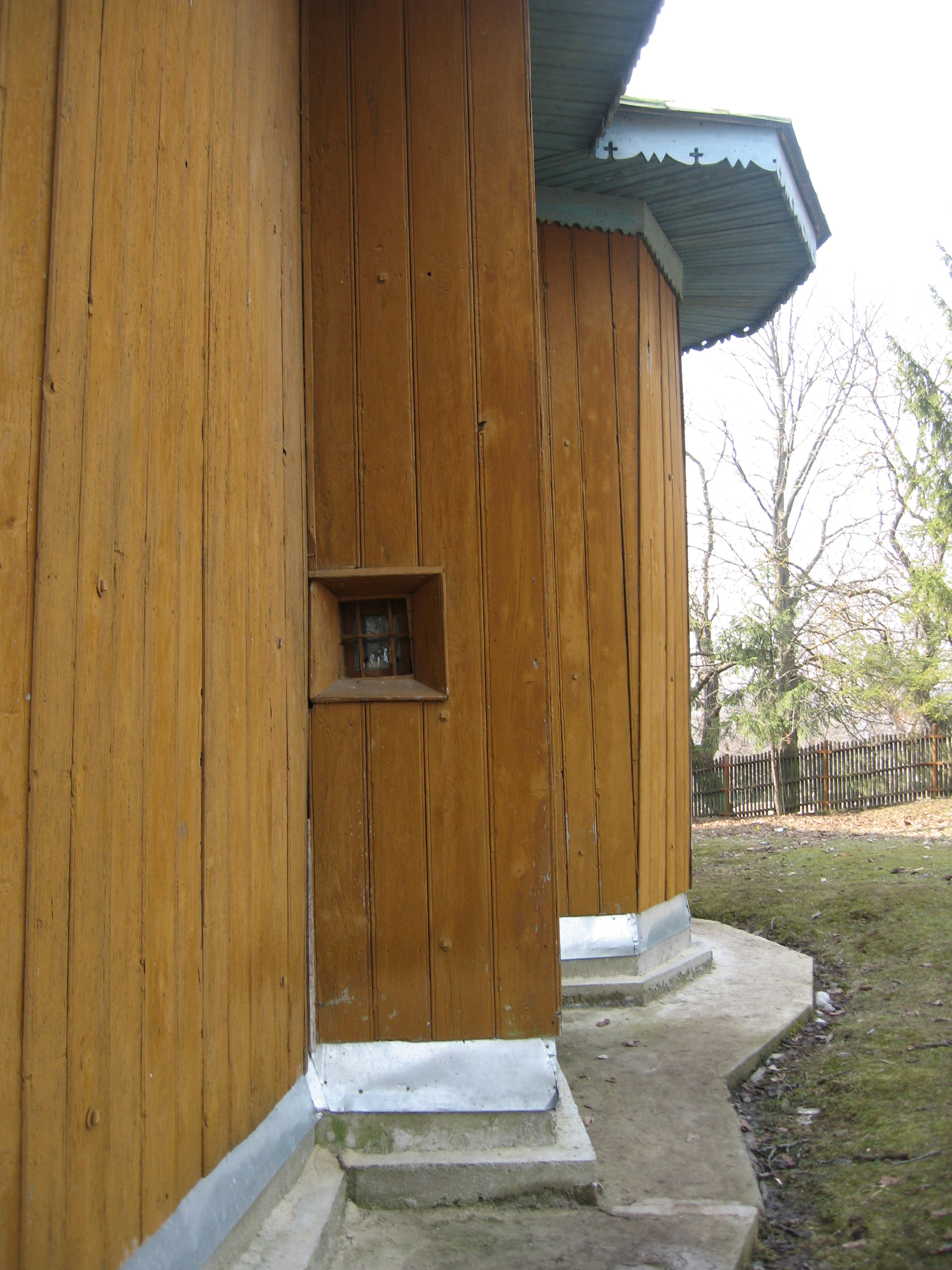
Fereastră aplicată în peretele altarului
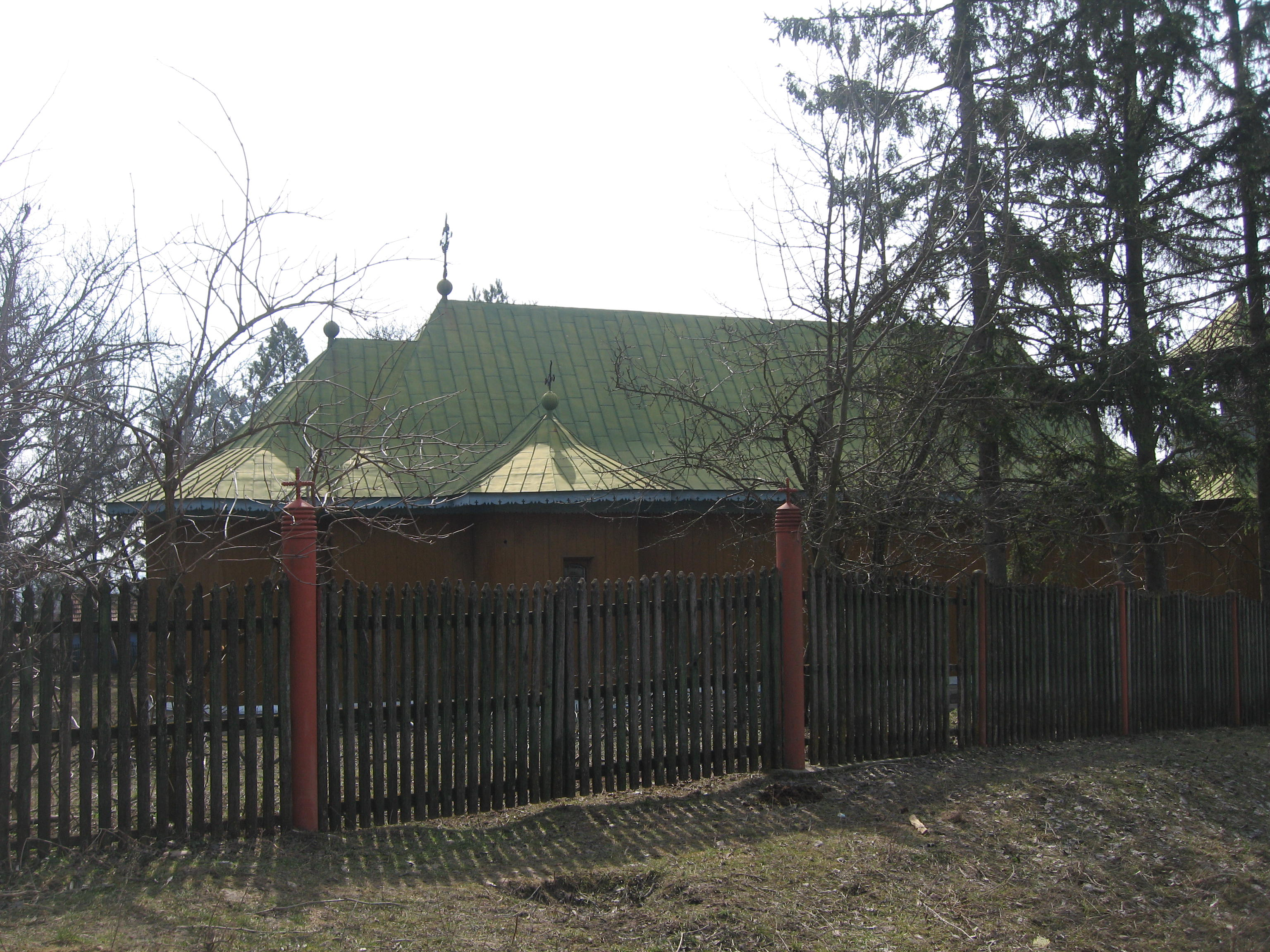
Biserica văzută de pe latura nordică
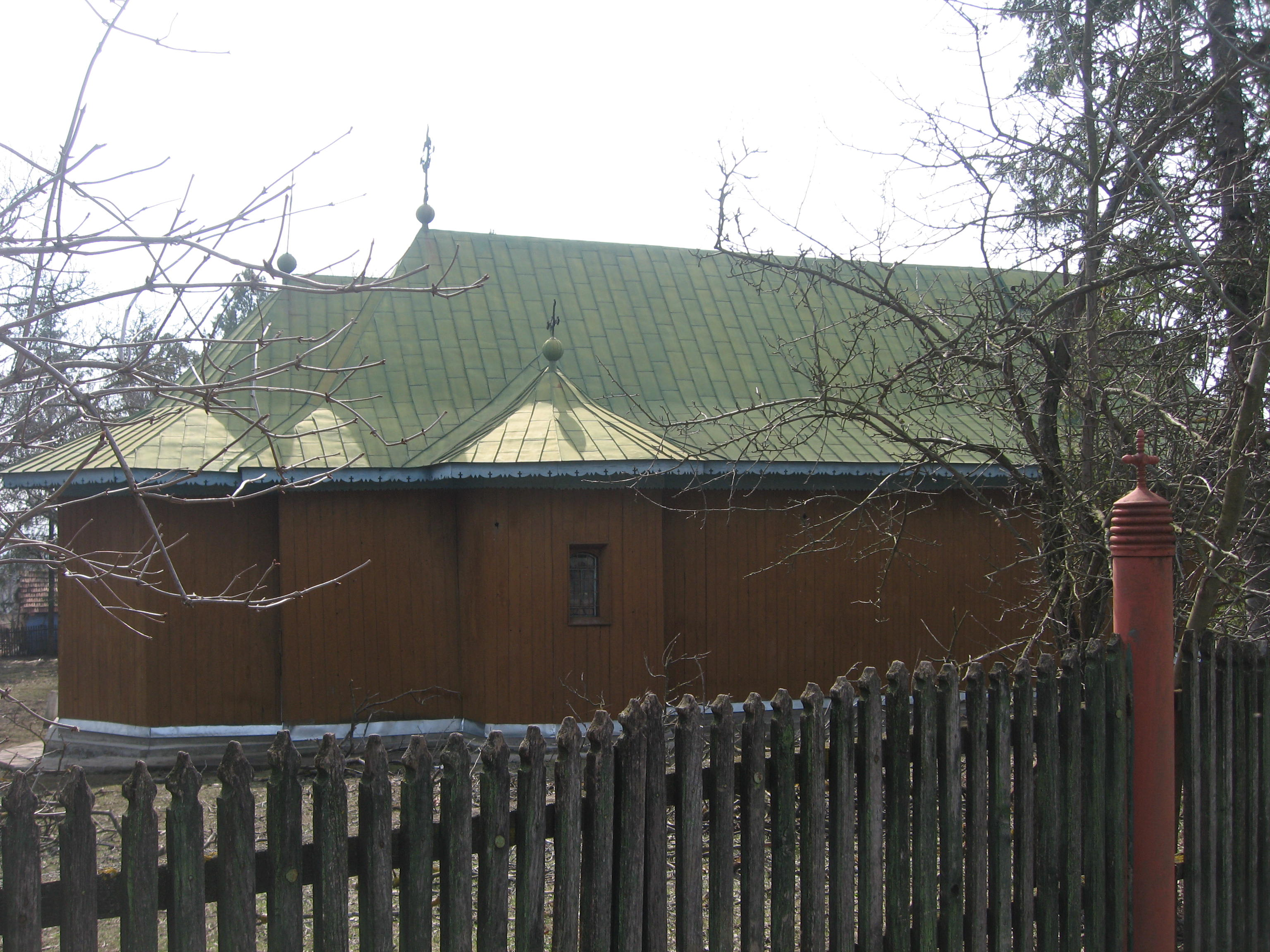
Biserica văzută de pe latura nordică
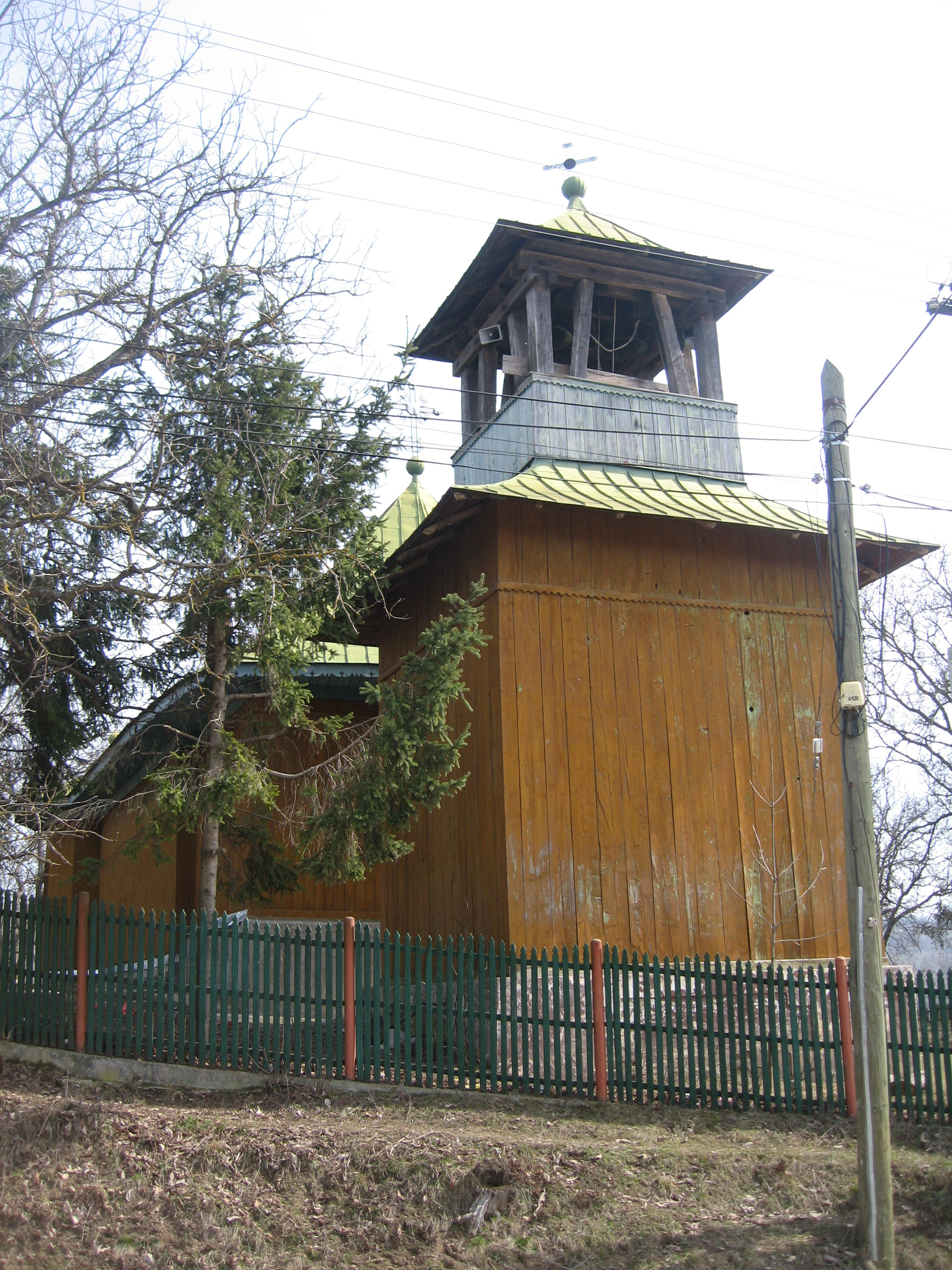
Turnul clopotniţă de lemn văzut dinspre vest
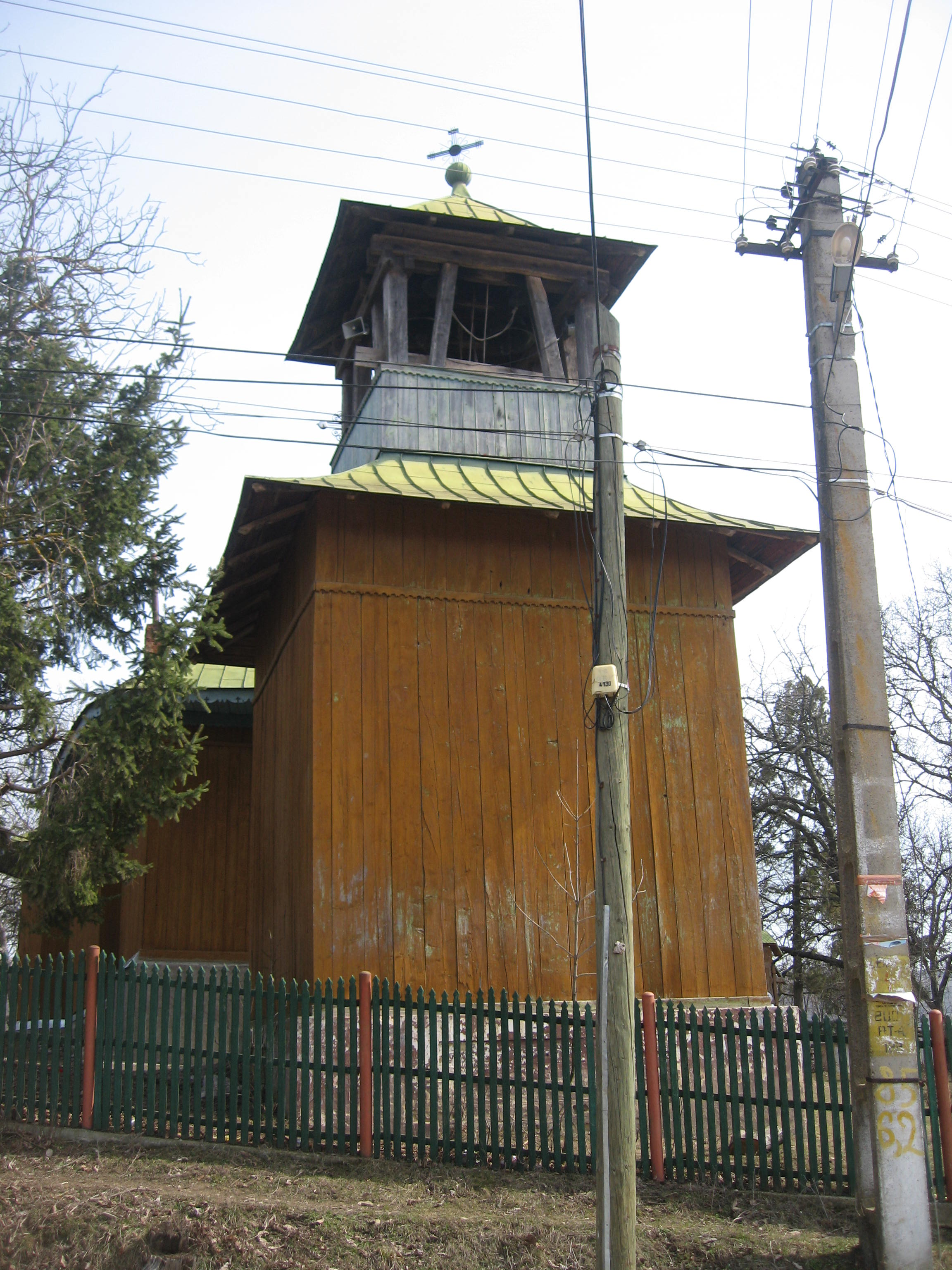
Turnul clopotniţă de lemn văzut dinspre vest
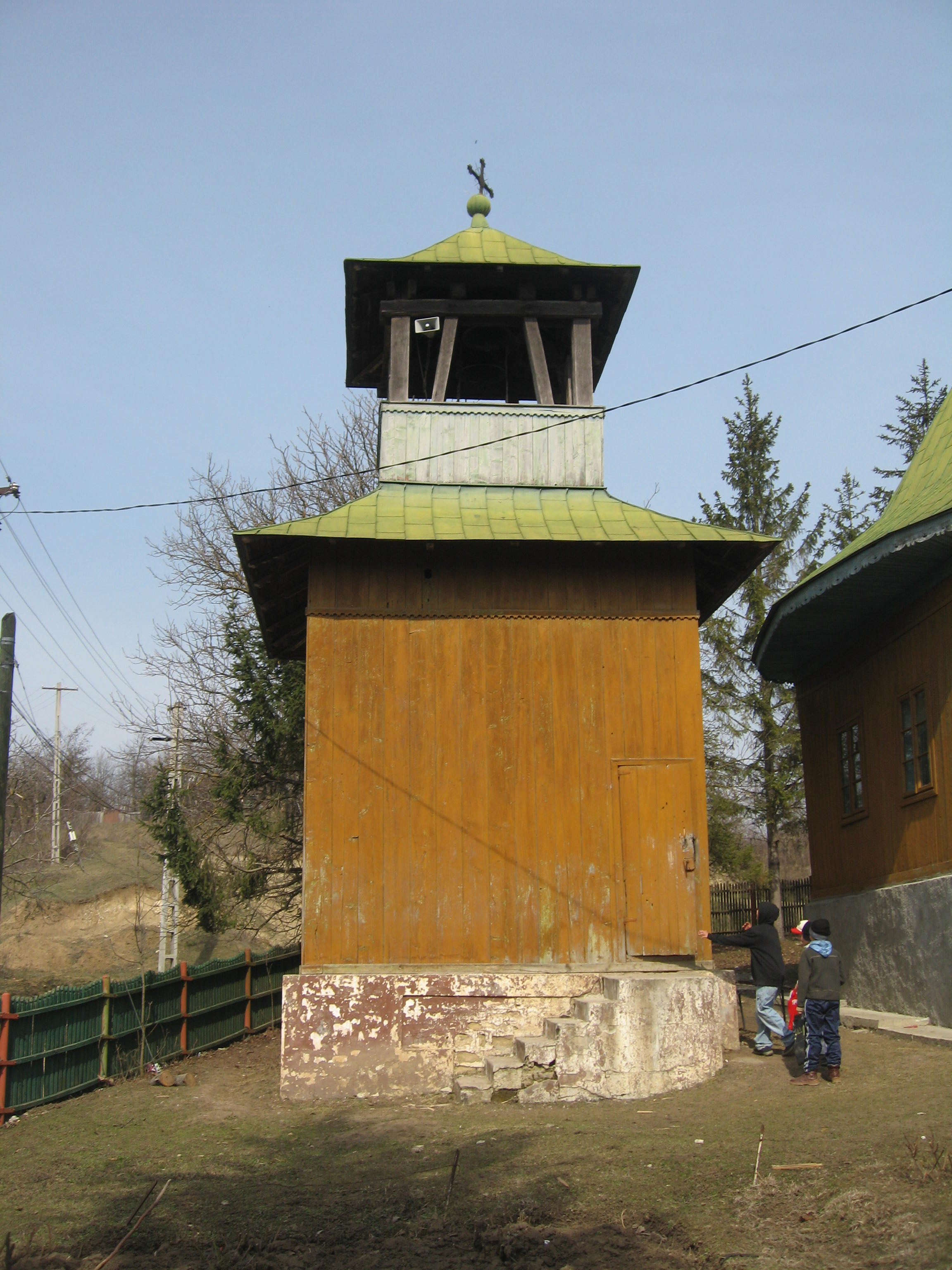
Turnul clopotniţă de lemn văzut dinspre sud
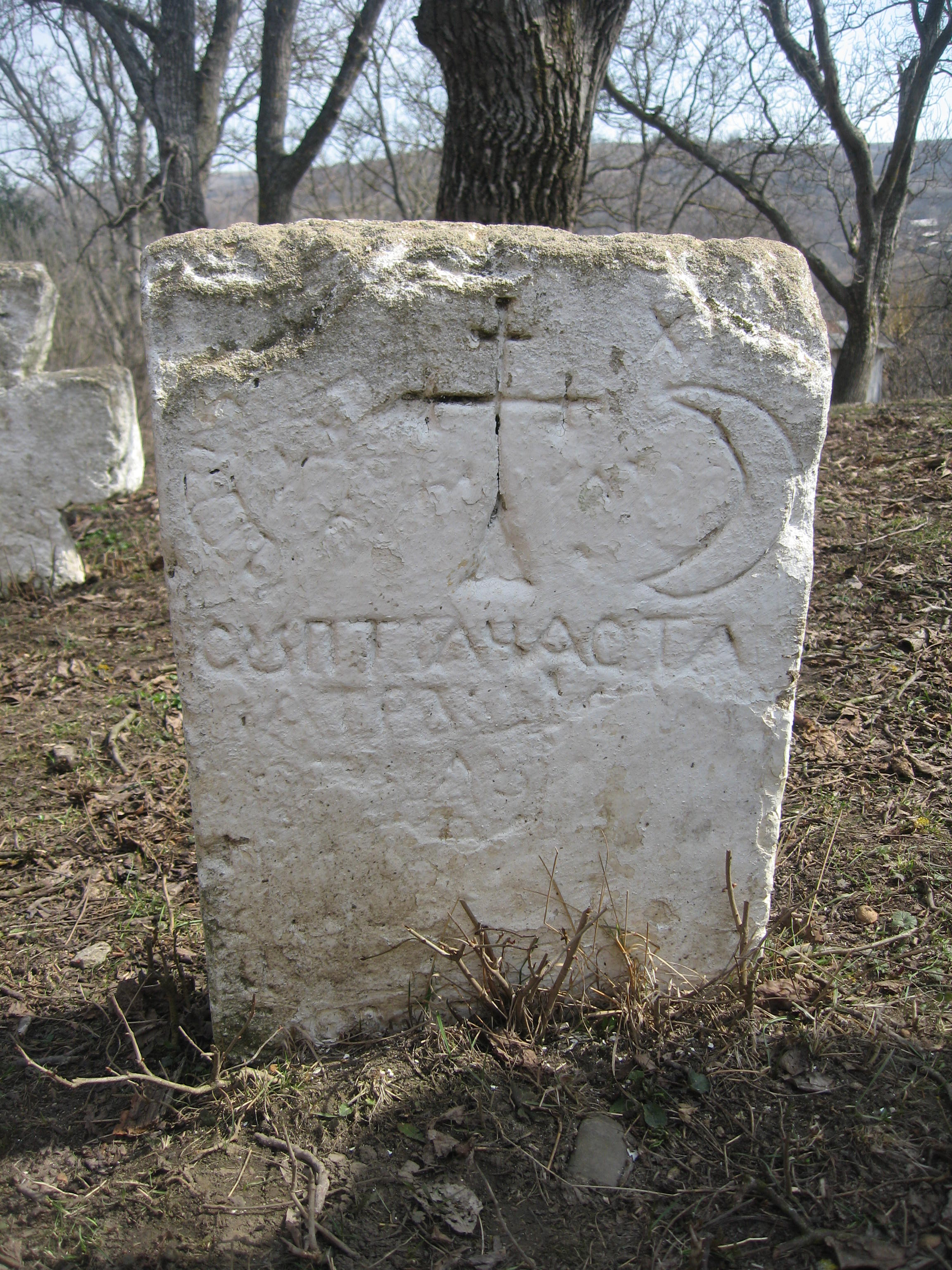
Piatră de mormânt veche lângă altarul bisericii